# 1899 en aéronautique
Chronologie de l'aéronautique
- 1895
- 1896
- 1897
- 1898
- 1899
- 1900
- 1901
- 1902
- 1903

Cet article présente les faits marquants de l'année 1899 en aéronautique.

## Évènements
- Fondation  de l’entreprise Lebaudy Frères de construction de dirigeables.

## Naissances
- Ján Ambruš
- Jimmy Angel
- Harry George Armstrong
- Bernt Balchen
- Marc Bernard
- Edgar Cruveilher
- Tadashi Hyōdō
- David Sinton Ingalls
- Albert Jozan
- Glen Kidston
- Joseph Le Brix
- Józef Lewoniewski
- Alfred Cyril Lovesey
- Alan McLeod
- André Mélin
- Hervé-Marcel Mouneyrès
- Mieczysław Mümler
- Henri Nomy
- Bolesław Orliński
- Thea Rasche
- Raymond Villechanoux
- Mikhaïl Vodopianov
- Margot von Gans
- Fred Weick